# En voyage (nouvelle, 1883)
En voyage est une nouvelle de Guy de Maupassant parue en 1883.

## Historique
En voyage est initialement publiée dans la revue Le Gaulois du 10 mai 1883, puis dans le recueil Miss Harriet.
La nouvelle est dédiée à Gustave Toudouze. 
En 1882, l'auteur a écrit et publié une nouvelle avec le même titre, En voyage.

## Résumé

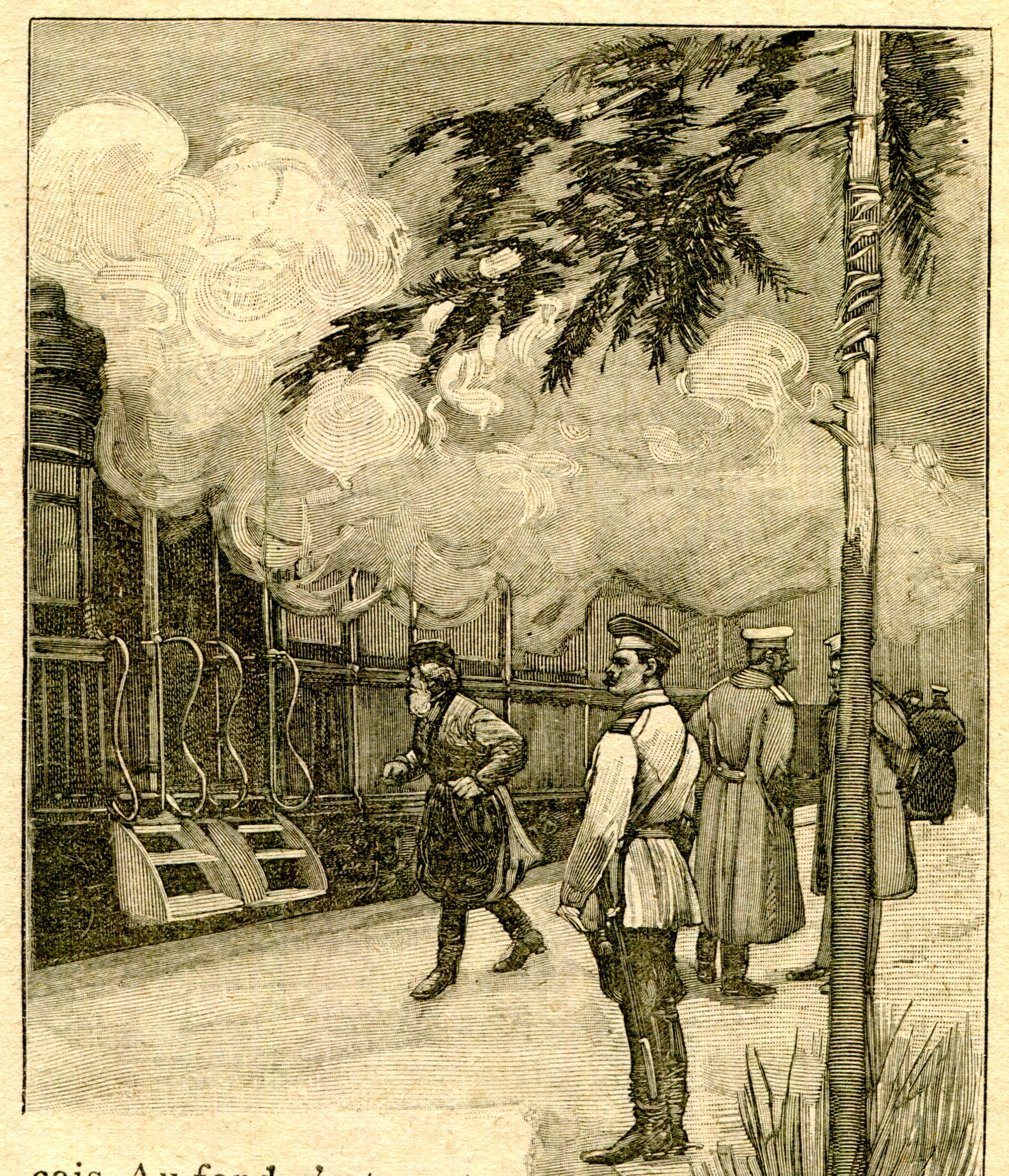
« A chaque station, son serviteur Ivan venait s'informer si rien ne manquait à sa maitresse ... »

Un médecin de Cannes raconte la singulière aventure qui est arrivée à une de ses patientes. 
La comtesse Marie Baranov est poitrinaire. À Saint-Pétersbourg, son médecin l’a enfin convaincue d’aller se faire soigner sur la Côte d'Azur. Elle quitte la Russie en ayant le sentiment que son mari se débarrasse d’elle. Elle n’a pas d’enfant, pas de famille et, seule dans le wagon qui la conduit hors du pays, elle rumine sa tristesse. Dans le train, en pleine nuit, il lui prend l’envie de compter l’or en pièces françaises que son mari lui a donné. Elle l’étale sur ses genoux quand un homme rentre dans son wagon. Elle est persuadée qu’il veut la voler et la tuer. Elle veut s’enfuir. Il la retient en lui assurant qu’il n’est pas un malfaiteur. D’ailleurs, il ramasse les pièces qui sont tombées et les lui rend. Il explique qu’il doit passer la frontière russe incognito et rapidement, à défaut de quoi, il est un homme mort.
La frayeur de la comtesse s’estompe peu à peu. L'homme a la trentaine, il est beau et a l’apparence d’un gentilhomme. À l’approche de la frontière, elle appelle Ivan, son domestique, et lui ordonne de rentrer à Saint-Pétersbourg en laissant sur place son manteau et son bonnet qu'elle donne à l'inconnu et qu'elle présente comme son domestique à la police. Elle met une condition à cette substitution : il ne doit ni lui parler ni la remercier. 
Quand ils arrivent en France, l’homme la suit en permanence à distance. Il va jusqu’à interroger son médecin et se met à sangloter quand il apprend qu’elle est perdue. Elle se satisfait de cet amour platonique, sans parole et pleine de respect. Quand elle meurt, il demande au médecin de la voir une dernière fois et, devant le lit de la morte, il lui baise la main d'un "interminable baiser".

## Éditions
- En voyage, dans Maupassant, Contes et Nouvelles, tome I, texte établi et annoté par Louis Forestier, éditions Gallimard, Bibliothèque de la Pléiade, 1974  (ISBN 978 2 07 010805 3).